# 錫比烏
錫比烏（羅馬尼亞語：Sibiu，羅馬尼亞語發音：[siˈbiw]，赫曼施塔特，大塞本）為羅馬尼亞錫比烏縣的首府，位於特兰西瓦尼亚南部，橫跨著奧爾特河（Olt）的支流奇宾河（Cibin）。

## 地理及氣候
錫比烏位處於羅馬尼亞的中部，盤踞著奇宾河窪地，距離南喀爾巴阡山脈最高峰弗格拉什山脈約20公里。流經當地的奇宾河是錫比烏與羅馬尼亞其他大地市最重要的通路。錫比烏則屬於大陸性氣候，年平均溫度大約為8至9°C，年平均降雨就是662 l/mp，每年大約有三分一的日子處於霜凍天氣。

## 歷史

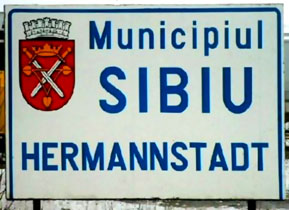
錫比烏城中一塊用羅馬尼亞語及德語寫上城市名字的路牌

1190年，德國開拓者在羅馬帝國的達基亞行省建立了這個城市。在中世紀早期，它就被羅馬人所放棄，直至薩克森人的到來。14世紀起，錫比烏逐漸成為一個重要的商貿中心，而城市的手工業者也開始成立行會，當地經濟開始起飛。後來，它更成為了德意志民族統治下七個城市中最重要的一個，而特兰西瓦尼亞的德意志民族會議也就在此召開，稱為。亦是因為如此，錫比烏在17世紀成為了東西歐交流的中途站，以及貿易商旅必經之地。
在18至19世紀間，這個城市成為了特蘭西瓦尼亞的重要中心。羅馬尼亞第一家銀行的總部就是在錫比烏建立的。後來在哈布斯堡王朝的統治下，羅馬尼亞東正教會的地位得以承認，提攜了錫比烏城成為了大主教轄區，對外交流變得更頻繁，城市更趨繁榮。在1848至1867年間，錫比烏更代表特蘭西瓦尼亞地區向哈布斯堡王室提出擴大選舉權，同時它更成為了特蘭西瓦尼亞地區會議的所在地。第一次世界大戰以後，奧匈帝國解體，羅馬尼亞等民族國家紛紛從奧匈帝國獨立出來，錫比烏從此就成為羅馬尼亞一部份。1989年，羅馬尼亞爆發了革命，錫比烏成為羅馬尼亞境內第二個燃起革命的城市，及後推翻羅馬尼亞統治者尼古拉·齊奧塞斯庫的政權。隨著羅馬尼亞在2007年1月1日加入歐洲聯盟，錫比烏更與盧森堡同共被選為2007年欧洲文化之都。
此外，當地的大部份人口都是德意志民族及匈牙利人。可是在1950年代至1990年年間，就有大部份的德裔居民移居至德國。直至今天，錫比烏只剩下大約2000德裔居民，包括前任罗马尼亚总统克勞斯·約翰尼斯。

## 人口

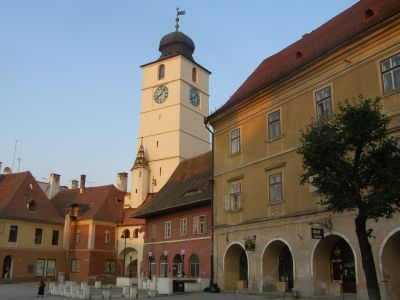
錫比烏

根據2002年調查所得，錫比烏的總人口大約有171,535人。當地的種族如下（2002年為準）：
- 羅馬尼亞人：162,958人（95%）
- 匈牙利人：3,431人（2%）
- 德意志人：2,745人（1.6%）
- 其他：2,401人（1.4%）

大部份人口信奉羅馬尼亞東正教。而新教徒及羅馬天主教徒則共佔總人口的4%。

## 經濟
錫比烏是羅馬尼亞最繁榮的城市之一，也是外資在羅馬尼亞投資最多的城市。此外，錫比烏的工業也很發達，更成為羅馬尼亞重要的汽車製造城市。其他本土工業如機械製造業、紡織業、農工業及電子製品工業（西門子公司)也十分發達。另外，當地的主要大企業更吸引了外資在這座城市的商貿活動，而當地一所大型的工業區也將落成。而這座城市更擁有除布加勒斯特外羅馬尼亞最大型的股票交易所，金融業也相對的發達。
在這個城市的受僱人口中，幾乎一半工作於工業範疇，佔49%；另外有15%的人從事商業。此外，受僱於建築業及醫療衛生事務的人口各佔受僱人士總數的7.5%；至於從事教育及運輸的人口分別佔總數的7%和6.5%。

## 交通運輸

### 航空交通
錫比烏擁有一個國際機場，每日都有飛機往返德國、義大利及奧地利等地。而這些航班亦經常取道羅馬尼亞東部城市蒂米什瓦拉往返錫比烏。

### 陸上交通
錫比烏城內設有無軌電車及有軌電車通往錫比烏縣內的大小城鎮。而錫比烏城市更擁有羅馬尼亞最大的國際公車站，每日往返歐洲大陸其他國家。而錫比烏更有一條全國性的鐵路，通往布拉索夫、勒姆尼庫沃爾恰、阿爾巴尤利亞及梅迪亞什等大城市。

## 旅遊

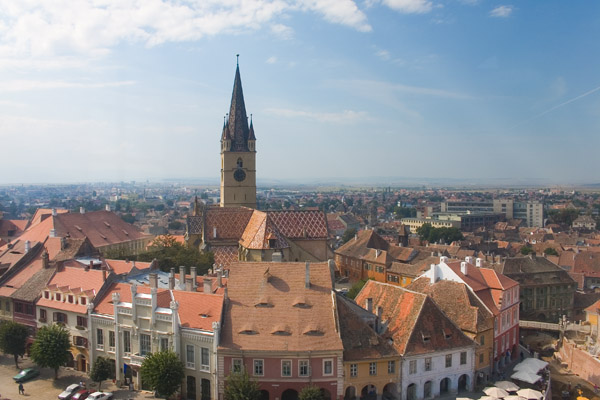
錫比烏城的景觀

在2007年，錫比烏和盧森堡被共同選為年度欧洲文化之都。而在錫比烏城市將會舉行一連串的活動推廣歐洲文化及當地的旅遊景點，預計會有大批遊客到此觀光。而錫比烏及其週邊地區到訪羅馬尼亞遊客最常拜訪的地方之一。這個地區還保存著昔日的歷史景觀及中古時代的軍事防禦建築，羅馬尼亞政府因而大力向外國推廣錫比烏的歷史文化，以推動當地旅遊業發展。2004年，聯合國教科文組織把該軍事防禦建築列入世界遗产。此外，錫比烏及週邊地區更有大量的展覽館及博物館，主題包括藝術、考古、人類學、歷史等，亦是遊客的觀光熱點。
而距離錫比烏城約20公里的弗格拉什山更是觀光勝地，山上有不少度假別墅供遊人租住。此外，這座山更是古代薩克森人的居住區域，該處有很多薩克森教堂供人遊覽。錫比烏城有超過35間不同級數的酒店，當中最豪華的酒店為酒店，位於舊城區的中心。另外，幾家全新的酒店也會在2007年落成，以滿足2007年來參加歐洲文化之都活動的遊客。

## 姊妹城市
- 巴西包鲁
- 美國哥倫比亞
- 奧地利克拉根福
- 德國兰茨胡特
- 德國马尔堡
- 比利時梅赫伦
- 法國雷恩
- 委內瑞拉巴倫西亞
- 英國威勒尔

## 外部連結
- 錫比烏官方網頁 （页面存档备份，存于）
- 2007歐洲文化之都官方網頁 （页面存档备份，存于）